# Vicenç Folch de Juan
Vicenç Folch de Juan (Reus, 8 de març de 1755 - l'Havana (Cuba), 9 de novembre de 1829) va ser un militar català que va arribar a governador de la Florida Occidental entre 1796 i 1811.
Nebot d'Esteve Rodríguez i Miró, s'incorporà, amb 17 anys a l'Acadèmia Militar de Barcelona. El 1771 és nomenat subtinent del 2n. Regiment d'Infanteria de Catalunya. El 1774, acabats els estudis de matemàtiques i enginyeria, va participar en el setge de Melilla (1774-1775), a l'expedició d'Alger (1775) i al setge de Gibraltar (1780). Marxà el mateix 1780 a Amèrica amb l'Exèrcit d'Operacions comandat per Victoriano de Navia. El 1781 va ser comandant del Fuerte de Mobile, acabat de conquerir als anglesos per Bernardo de Gálvez, on organitzà columnes de descoberta, atac i càstig contra els negres cimarrons. El 1774 és ascendit a tinent i el 1776 a capità. El 1795 és tinent coronel i destinat al comandament de la plaça de Pensacola. El juny de 1796 va ser nomenat governador de la Florida Occidental Visità freqüentment Baton Rouge i Nova Orleans, a la Louisiana, promogué la construcció de carreteres i reforçà les guarnicions de Pensacola i Mobile. El 1802 és ascendit a coronel, i el 1810 a brigadier, càrrec amb el qual va passar a l'Havana el 1811, on va ser membre de l'Estat Major de l'illa i segon comandant de l'Illa de Cuba. Abans de la seva mort, el 1829, va ser nomenat Mariscal de Camp. Estava condecorat amb la Creu, Placa i Gran Creu de Sant Hermenegild.